# Sporting TV
A Sporting TV é o canal de televisão do Sporting Clube de Portugal. Em Portugal, o canal está presente nas operadoras MEO, NOS, Vodafone TV e Nowo. O canal aposta na transmissão de jogos de diferentes modalidades do Sporting na Academia e no Pavilhão João Rocha. No mês de outubro de 2017, o canal consegue o melhor registo de audiências com 0,2% de share e 3,5% de rating, liderando as audiências por 11 dias comparativamente com os concorrentes mais directos (Porto Canal, Bola TV, Benfica TV, etc.).

## História
O projeto de um canal de televisão iniciou-se durante a presidência de José Eduardo Bettencourt, em 2009, tendo como finalidade criar uma maior ligação do clube aos sócios e aos adeptos.
As negociações avançaram no decurso do mandato de Godinho Lopes, sendo que os custos do canal de televisão ascenderiam a valores entre os três e os quatro milhões de euros e seria suportado pela exclusividade de transmissão na plataforma MEO.
No entanto, as mudanças directivas que o Sporting sofreu em 2013 levaram a que o projecto fosse reformulado. Entre as alterações previstas, a intenção de um menor orçamento, emissão em sinal aberto e distribuição multiplataformas. Na sequência de um concurso, foi atribuída à empresa World Channels a responsabilidade pela sua execução, cumprindo-se assim uma das promessas eleitorais do presidente Bruno de Carvalho.
O lançamento do canal televisivo ocorreu no dia 1 de julho de 2014, coincidindo propositadamente com as celebrações do 108.º aniversário do Sporting Clube de Portugal. Nessa data, a transmissão da Gala Honoris Sporting foi feita através da página eletrónica do Clube, por falta de deliberação por parte da Entidade Reguladora da Comunicação Social para transmissões regulares na televisão.
A 14 de julho, o Conselho Regulador da Entidade Reguladora para a Comunicação Social notificou o Sporting Clube de Portugal da autorização para o início das emissões da Sporting TV. Na sequência desta autorização as emissões começaram no dia 17 de julho, às 19:06, para evocar o ano da fundação do clube (1906). 